# Станьо Врабевски
Станьо Хаджистанев Врабевски е български националреволюционер и търговец.

## Биография
Станьо Врабевски е роден през 1817/1822 г. в Тетевен. Син е на богатия търговец хаджи Станчо Иванов от с. Врабево, Троянско. Познава се с Георги Раковски и притежавал „Горски пътник“ с автограф от „патриарха на българската революция“. Инициатор на създаването и председател на Тетевенското читалище „Съгласие“.
Член-учредител на Тетевенския частен революционен комитет и негов председател от 1871 г. Доверено лице на Васил Левски в Тетевен. Според Стоян Заимов:
„На ръст хаджията е възкъсичък, но снажен, набитъчък с месо; лице кръглесто, червендалесто, гъсти вежди и дълги гъсти клепачи (…), с червеникава коса, остригана алафранга; чело високо и широко, намръщено; очи сини като бърдачки сливи. Облечен в шаячни опнати дрехи, но без вратник и вратовръзка ходи. По вънкашност въобще хаджията много напомня войводата Панайот Хитов. На възраст той е около 45 – 50 години, тук-там с побелели коси. Името му е хаджи Станьо Станчев, член е в градския съвет; брои се за най-богатия не само в Тетевенско, но и в Троянско, и в Ловченско, и в Орханийско; има до десет хиляди лири. Турските и църковните власти гледат на него като на писано яйце. Каймакамите в Ловеч и Орхание му стават на крака, кога се яви в конака. В Тетевенско той и Петко Милев (също първенец и богаташ) „колят кучето“, както се изразява народът за хора, в ръцете на които е съдбата на населението. Мюдюрите и полицейските чинове (заптиетата) по негов личен кеф се турят и вадят. Тетевенско (и помаци, и българи, мало и голямо) гледа на него с дълбоко уважение и почитание...“
Заедно с Димитър Общи и Петко Милев (Страшникът) организира Арабаконашкия обир и финансира начинанието. След разкриването на обира е арестуван и разследван от Софийска извънредна следствена комисия. Първоначално отрича участието в съзаклятническото дело, но след разкритията на Димитър Общи при разпита на 13/25 декември 1872 г. признава участието си в комитета. На поредния въпрос, притиснат от следствието отговаря:
| „ | „...Ами ти, бре, хаджи, защо...? Какво ти трябваше? Нали всичко си имаш? ...Свобода на България ми трябва, ефенди...“ | “ |

Осъден на вечно заточение в Диарбекир. Успява да избяга заедно с Петко Милев, Бойчо Русев и Константин Доганов (1876). Установява се в Румъния. Завръща се в Тетевен с руска военна част по време на Руско-турската война (1877 – 1878). Умира в Тетевен през 1879 г.

## Памет
На хаджи Станьо Врабевски е наречена улица в квартал „Драгалевци“ в София (Карта).